# 洛根 (蒙大拿州)
洛根（英語：Logan）是位於美國蒙大拿州加拉廷縣的普查規定居民點。

## 歷史
洛根的郵局自1891年營運至今。

## 人口
根據2020年美國人口普查的數據，洛根的面積為1.33平方千米，當中陸地面積為1.29平方千米，而水域面積為0.04平方千米。當地共有人口72人，而人口密度為每平方千米54.14人。